# Алессандро Фріджеріо
Алессандро Фріджеріо (нім. Alessandro Frigerio, нар. 15 листопада 1914, Тумако — пом. 10 січня 1979) — швейцарський футболіст, що грав на позиції нападника, зокрема, за клуб «Янг Фелловз», а також національну збірну Швейцарії. По завершенні ігрової кар'єри — футбольний тренер.
Чемпіон Швейцарії і володар Кубка Швейцарії. Триразовий найкращий бомбардир чемпіонату Швейцарії.

## Клубна кар'єра
У футболі дебютував виступами за команду «Лугано».
В 1933 році приєднався до складу клубу «Янг Фелловз». Відіграв за цюріхську команду наступні п'ять сезонів своєї ігрової кар'єри. Грав за клуб у найкращому сезоні в його історії 1935-36. «Янг Фелловз» став другим у чемпіонаті, а також виграв Кубок Швейцарії. У півфіналі клуб з Цюриха переміг «Янг Бойз» з рахунком 4:1, а у фіналі обіграв «Серветт» — 2:0, а Фріджеріо забив другий гол у цьому матчі.
Влітку 1936 року брав участь в Кубку Мітропи. Швейцарські клуби вперше отримали запрошення виступити в турнірі, розпочинали свій шлях в кваліфікаційному раунді і всі четверо представників не змогли пройти далі. «Янг Фелловз» зустрічався з угорським клубом «Фебуш» і без шансів двічі програв 0:3 і 2:6. Алессандро забив один з двох голів у ворота угорського клубу.
В сезоні 1936-37 став бронзовим призером чемпіонату Швейцарії, а також найкращим бомбардиром турніру. Влітку 1937 року «Янг Фелловз» знову брав участь у Кубку Мітропи. Команда одразу ж вилетіла в 1/8 фіналу, але змогла нав'язати боротьбу більш статусній «Вієнні» з Австрії. У віденському матчі «Янг Фелловз» вів у рахунку, але все-таки програв 1:2. В матчі-відповіді швейцарці здобули перемогу 1:0 завдяки голу Лайоша Палі. Переможця дуелі мав визначити додатковий матч. Австрійці не наполягали на нейтральному полі і погодились провести цей поєдинок у Цюриху через два дні після попереднього. Більш досвідченні гості з Відня перемогли з рахунком 2:0 і пройшли далі.
Згодом з 1938 по 1939 рік грав у складі французької команди «Гавр», з якою піднявся до Ліги 1. Повернувшись до Швейцарії, грав за команду «Лугано». Протягом цих років виборов титул чемпіона Швейцарії.
В 1943—1947 роках грав за «Беллінцону». Завершив професійну ігрову кар'єру в клубі «К'яссо», за команду якого виступав протягом 1947—1949 років. З обома клубами піднімався в вищий дивізіон.
Найвлучніший гравець чемпіонатів Швейцарії 1937 (23 гола), 1941 (26), 1942 (23). Всього у вищих дивізіонах Швейцарії і Франції провів 299 матчів, забив 227 голів.

## Виступи за збірну
У 1932 році дебютував в офіційних матчах у складі національної збірної Швейцарії. Протягом кар'єри у національній команді, яка тривала 6 років, провів у формі головної команди країни лише 10 матчів, забивши 1 гол.
У складі збірної був учасником чемпіонату світу 1938 року у Франції.

## Кар'єра тренера
Розпочав тренерську кар'єру відразу ж по завершенні кар'єри гравця, 1947 року, очоливши тренерський штаб клубу «К'яссо».
Останнім місцем тренерської роботи був клуб «К'яссо», команду якого Алессандро Фріджеріо очолював як головний тренер 1951 року.
Помер 10 січня 1979 року на 65-му році життя.

## Статистика виступів

### Статистика виступів в чемпіонаті
Виступи у вищому дивізіоні чемпіонату Швейцарії, починаючи з сезону 1933/34.
| Сезон   | Клуб        | Ліга                | Матчі | Голи |
| ------- | ----------- | ------------------- | ----- | ---- |
| 1933/34 | Янг Фелловз | Чемпіонат Швейцарії | 28    | 12   |
| 1934/35 | Янг Фелловз | Чемпіонат Швейцарії | 24    | 20   |
| 1935/36 | Янг Фелловз | Чемпіонат Швейцарії | 23    | 27   |
| 1936/37 | Янг Фелловз | Чемпіонат Швейцарії | 22    | 22   |
| 1939/40 | Лугано      | Чемпіонат Швейцарії | 14    | 11   |
| 1940/41 | Лугано      | Чемпіонат Швейцарії | 22    | 23   |
| 1941/42 | Лугано      | Чемпіонат Швейцарії | 26    | 25   |
| 1942/43 | Лугано      | Чемпіонат Швейцарії | 21    | 23   |
| 1944/45 | Беллінцона  | Чемпіонат Швейцарії | 23    | 6    |
| 1944/45 | Беллінцона  | Чемпіонат Швейцарії | 24    | 14   |
| 1946/47 | Беллінцона  | Чемпіонат Швейцарії | 22    | 27   |
| 1948/49 | К'яссо      | Чемпіонат Швейцарії | 20    | 7    |

### Статистика виступів у Кубку Мітропи
| №                      | Розіграш               | Стадія                 | Дата та місце проведення | Команда 1              | Рахунок | Команда 2    | Голи |
| ---------------------- | ---------------------- | ---------------------- | ------------------------ | ---------------------- | ------- | ------------ | ---- |
| 1                      | 1936                   | кв. раунд              | 07.06.1936 Цюрих         | Янг Фелловз            | 0:3     | Фебуш        |      |
| 2                      | 1936                   | кв. раунд              | 14.06.1936 Будапешт      | Фебуш                  | 6:2     | Янг Фелловз  | 85'  |
| 3                      | 1937                   | 1/8                    | 13.06.1937 Відень        | Ферст Вієнна           | 2:1     | Янг Фелловз  |      |
| 4                      | 1937                   | 1/8                    | 27.06.1937 Цюрих         | Янг Фелловз            | 1:0     | Ферст Вієнна |      |
| 5                      | 1937                   | 1/8 дод.               | 29.06.1937 Цюрих         | Янг Фелловз            | 0:2     | Ферст Вієнна |      |
| Всього в Кубку Мітропи | Всього в Кубку Мітропи | Всього в Кубку Мітропи | Всього в Кубку Мітропи   | Всього в Кубку Мітропи | 5       |              | 1    |

## Титули і досягнення
- Чемпіон Швейцарії (1):

«Лугано»: 1940–41
- Володар Кубка Швейцарії (1):

«Янг Фелловз»: 1935–36
- Переможець Ліги 2 (1):

«Гавр»: 1937–38
- Переможець другого дивізіону чемпіонату Швейцарії (1):

«Беллінцона» 1943–44
- Найкращий бомбардир чемпіонату Швейцарії (3):

«Янг Фелловз»: 1936–37
«Лугано»: 1940–41, 1941–42